# Aplocera obsitaria
Aplocera obsitaria är en fjärilsart som beskrevs av Lederer 1853. Aplocera obsitaria ingår i släktet Aplocera och familjen mätare. Inga underarter finns listade i Catalogue of Life.